# Fritz Strahlmann
Fritz Gustav Strahlmann (* 19. Oktober 1887 in Wildeshausen; † 14. April 1955 in Nordenham) war ein deutscher Schriftsteller und Verleger.

## Leben
Strahlmann war der Sohn des Arztes Diedrich Gerhard Strahlmann (1858–1925). Der Vater stammte ursprünglich aus der Wesermarsch und hatte sich 1885 als Amtsarzt in Wildeshausen niedergelassen, wo Fritz Strahlmann die Schule besuchte, bevor er auf das Gymnasium Antonianum Vechta wechselte.
Von 1904 bis 1907 unterbrach er die Gymnasialzeit und besuchte die Höhere Landwirtschaftsschule in Varel. Früh betätigte sich Strahlmann bereits literarisch und widmete sich außerdem der Heimatpflege. So schrieb er 1911, zwischen Abitur am Realgymnasium in Quakenbrück und der Aufnahme des Studiums der Philosophie und Philologie in Heidelberg, kritisch über die Restaurierung der Alexanderkirche in Wildeshausen. Weiterhin verfasste er Gedichte, Balladen und Erzählungen, meist zu historischen Themen. Bereits 1912 erschien eine erste Sammlung dieser Werke. Aus heimatgeschichtlichem Interesse studierte er ab 1912 Geschichte in Münster und dann, angezogen von den Bibliotheken und Bühnen, die die Stadt bot, noch Journalismus in Berlin.
1913 erschienen weitere Bücher Strahlmanns über Wildeshausen. Nach einem weiteren Gastsemester in Rostock kehrte er wieder nach Heidelberg zurück, wo er Vorlesungen bei Hermann Oncken hörte. Der Erste Weltkrieg unterbrach Strahlmanns Studien. Ab 1915 diente er bei der Artillerie und nahm an der Schlacht um Verdun teil. Seine Kriegserlebnisse wie auch Erlebnisse aus der Heimat veröffentlichte er 1916 in Gedichtform. 1918 kam der erste Band seiner Jugenderinnerungen (Heinz Heintzens Jugendtage) heraus. Nach dem Ende des Krieges überlegte Strahlmann kurzzeitig, Mediziner zu werden, nahm dann aber 1919 in Greifswald das Studium der Philologie wieder auf und promovierte im Januar 1921 mit einer historischen Arbeit über Wildeshausen. Im März 1921 zog er nach Oldenburg, wo er 1926 das Oldenburger Verlagshaus Lindenallee gründete, in dem er von nun an seine Schriften und Bücher herausgab. Zudem schrieb er zahlreiche Beiträge für Heimatblätter, Tageszeitungen, Zeitschriften und Heimatkalender. 1933 bot er an, zu Ehren des 100. Jubiläums des Oldenburgischen Staatstheaters ein historisches Lustspiel aus dem Oldenburg nach ihm vorliegenden Quellen der Jahre 1779/80 aufzuführen. Sowohl der Titel als auch Strahlmann als Autor gerieten daraufhin in die Kritik der nationalsozialistischen Machthaber, was seine schriftstellerische und verlegerische Arbeit stark beschränkte. Nur ein kleiner Teil seiner Arbeiten konnte weiterhin erscheinen.
Während er seine heimat-, presse-, familien- und firmengeschichtlichen Forschungen fortführte, musste er ab Beginn des Zweiten Weltkriegs seine publizistische Arbeit komplett einstellen. Wegen seiner politisch nicht konformen Sichtweisen wurde ihm eine Anstellung als Lehrer ebenso verweigert, sodass er schließlich eine Tätigkeit beim oldenburgischen Finanzamt und bei der Oldenburgischen Landwirtschaftsbank aufnehmen musste. Im November 1944 wurde er noch zum Volkssturm eingezogen.
Nach Kriegsende war er von 1946 bis 1947 zunächst als Übersetzer bei der Stadt Oldenburg tätig. Erst 1950 konnte er erneut publizieren und veröffentlichte seine Erzählung über die Reformationszeit in Wildeshausen sowie sein Buch über den Vechtaer Stoppelmarkt. Weiterhin wurde vor seinem Tod auch noch der erste Band seiner Geschichte von Wildeshausen und Umgebung als Heimat Widukinds veröffentlicht.

## Familie
Strahlmann heiratete am 26. Oktober 1922 Wilhelmine Juliane Bärwolf (1892–1969) aus Gelsenkirchen. Das Paar hatte zwei Söhne.

## Werke (Auswahl)
- Die restaurierte Alexander-Kirche in Wildeshausen. Bremen, 1911.
- Erdentage. Erzählungen, Anekdoten, Skizzen. Wildeshausen, 1912.
- Führer durch Wildeshausen und Umgebung. Wildeshausen, 1913, 2. Auflage: Oldenburg, 1922.
- Der Krieg 1870/71 und unser Wildeshausen. Wildeshausen, 1915.
- Im Heidekranz und andere Gedichte. Wildeshausen, 1916.
- Großes Erleben. Weltkriegsgedichte. Wildeshausen, 1916.
- Heinz Heintzens Jugendtage, Bd. 1. Heidelberg, 1918.
- Wildeshausen zur Zeit des Dreißigjährigen Krieges. Oldenburg, 1922.
- Wangerooge – Ein Badealbum. Oldenburg, 1924.
- Wildeshauser Gedenkblätter. Oldenburg, 1919–1922.
- Der neue Omar Khajjam – Richard Hamei. Oldenburg, 1925.
- Zwei deutsche Luftschiffhäfen des Weltkrieges Ahlhorn und Wildeshausen. Oldenburg, 1926.
- Von Buchdruckereien und Zeitungen im Jeverland und auf der Friesischen Wehde. Jever, 1928.
- Führer durch Jever. Oldenburg, 1930.
- Goethe und unsere deutsche Nordwest-Ecke. Oldenburg, 1932.
- Die Liebesabenteuer des Leutnants von Haxt hausen und andere Erzählungen (Aus alten Akten). Oldenburg, 1932.
- Ich heirate meine Tante oder Das Theater in der Tasche. Oldenburg, 1933.
- Heinz Heintzens Jugendtage, 2. Teil. Oldenburg, 1937.
- Verfemte Heimat. Historische Erzählung. Oldenburg, 1950.
- Das Buch vom Vechtaer Stoppelmarkt. Oldenburg, 1950.
- Wittekinds Heimat. Oldenburg, 1952.